# Almanaque Brasil de Cultura Popular
O Almanaque Brasil de Cultura Popular é um periódico brasileiro criado em 1999 por empreendimento do artista gráfico e jornalista Elifas Andreato. É veiculada nos voos nacionais e internacionais da TAM Linhas Aéreas. Em 2010 também foi incluida no Programa Mais Cultura do MinC para distribuição em sete mil pontos de cultura e leitura e em bibliotecas públicas de todo o Brasil.

## Disponibilidade no Creative Commons
A revista disponibiliza as matérias no licenciamento, ou seja, o copirraite na forma do Creative Commons, assim disponibilizando o conteúdo para uso não comercial.
| “ | O Almanaque está sob licença Creative Commons. A cópia e a reprodução de seu conteúdo são autorizados para uso não comercial, desde que dado o devido crédito à publicação e aos autores. | ” |

## Arquiteturamento da revista[3]
- Carta enigmática

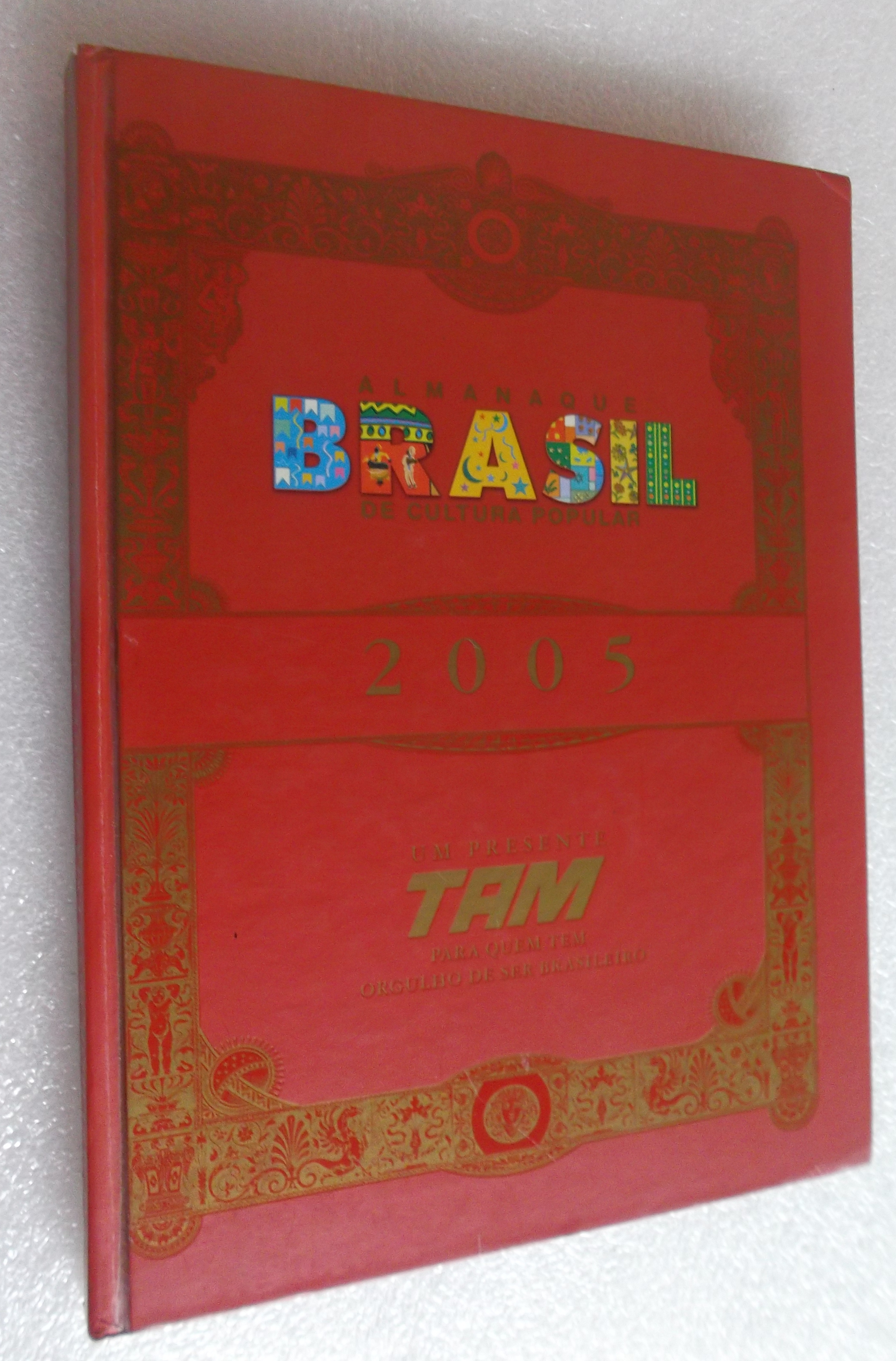
Coleção do ano de 2005 com encadernação da TAM.

- Lambe-lambe - fotos que contam histórias
- Você sabia?
- Santos do mês
- Reportagens
- Curiosidades
- Publicidades
- Papo-cabeça
- Ilustres Brasileiros
- Jogos e brincadeiras
- O teco-teco, diversão para pequenos e grandalhões
- Viva o Brasil
- Em se plantando, tudo dá
- Bom humor nosso e dos leitores

### Televisão
Em 2010 a TV Brasil passa a veicular o programa Almanaque Brasil, tendo programação oriunda do periódico impresso.